# Outlander (sèrie de televisió)
Outlander és una sèrie de televisió de drama estatunidenca/britànica basada en la saga de novel·les Outlander de Diana Gabaldon. Desenvolupada per Ronald D. Moore i produïda per Sony Pictures Television i Left Bank Pictures per a Starz, es va estrenar el 9 d'agost de 2014. És protagonitzada per Caitríona Balfe, Sam Heughan, Tobias Menzies i Graham McTavish.
La primera temporada, que constà de 16 episodis (estrenada en dues meitats), està basada en la primera novel·la de la saga, Outlander. La segona temporada, de 13 episodis, es basà amb en Dragonfly in Amber, segon llibre de la saga, i s'estrenà d'abril a juliol de 2016. Els 13 episodis de la tercera temporada, basats en Voyager, s'estrenaren entre setembre i desembre de 2017. La quarta temporada consistí en 13 episodis que es basaren en  Drums of Autumn, estrenada entre novembre de 2018 i gener de 2019. La cinquena temporada, de 12 episodis, es basà en The Fiery Cross, i s'estrenà del febrer al maig de 2020. La sisena temporada, de 8 episodis, basada en A Breath of Snow and Ashes, s'estrenà del març al maig de 2022. I la setena temporada, la qual consisteix en 16 episodis (estrenada en dues meitats), es basa en An Echo in the Bone i es va estrenar el 16 de juny de 2023.
El febrer de 2022 començà el desenvolupament d'una sèrie preqüela titulada Outlander: Blood of My Blood, que es centrarà en els pares de Jamie Fraser, Brian i Ellen Fraser. El gener de 2023 es va confirmar oficialment per a una primera temporada de 10 episodis, i Outlander es va renovar per a una vuitena i última temporada de 10 episodis.

## Argument
El 1945, la Claire Beauchamp (Caitríona Balfe), una infermera anglesa militar de la Segona Guerra Mundial, casada amb en Frank Randall (Tobias Menzies), viatja misteriosament a través del temps fins a l'Escòcia de 1743. En aquest món desconegut es troba amb un jove guerrer escocès de les Highlands, Jamie Fraser (Sam Heughan) de qui ben aviat comença a enamorar-se. Allà es veurà embolicada en l'aixecament jacobita.

## Repartiment i personatges
- Caitríona Balfe com a Claire Fraser (Claire Beauchamp de soltera, Claire Randall amb el primer marit).
- Sam Heughan com a James Jamie Fraser.
- Tobias Menzies com a Frank Randall i Jonathan Black Jack Randall.
- Graham McTavish com a Dougal MacKenzie i William Buck MacKenzie.
- Duncan Lacroix com a Murtagh Fitzgibbons Fraser.
- Stephen Walters com a  Angus Mhor.
- Gary Lewis com a Colum MacKenzie.
- Lotte Verbeek com a Geillis Duncan, també anomenada Gillian Edgars.
- Laura Donnelly com a  Janet Jenny Fraser Murray.
- Steven Cree com a Ian Murray.
- Nell Hudson com a Laoghaire MacKenzie.
- Clive Russell com a Simon Fraser, Lord Lovat.
- Richard Rankin com a Roger MacKenzie.
- Sophie Skelton com a  Brianna Bree Randall Fraser MacKenzie.
- David Berry com a Lord John Grey.
- John Bell com a Ian Fraser Murray.
- César Domboy com a Fergus Claudel Fraser.
- Lauren Lyle com a Marsali MacKimmie Fraser.
- Edward Speleers com a Stephen Bonnet.
- Maria Doyle Kennedy com a Jocasta MacKenzie Cameron.
- Colin McFarlane com a Ulysses.
- Caitlin O'Ryan com a Lizzie Wemyss.
- Braeden Clarke com a Kaheroton.
- Chris Larkin com a Richard Brown.
- Ned Dennehy com a Lionel Brown.
- Mark Lewis Jones com a Tom Christie.
- Charles Vandervaart com a William Ransom.

## Episodis
| Temporada | Temporada | Episodis | Episodis | Emissió original       | Emissió original       |
| Temporada | Temporada | Episodis | Episodis | Inici                  | Final                  |
| --------- | --------- | -------- | -------- | ---------------------- | ---------------------- |
|           | 1         | 16       | 8        | 9 d'agost de 2014      | 27 de setembre de 2014 |
|           | 1         | 16       | 8        | 4 d'abril de 2015      | 30 de maig de 2015     |
|           | 2         | 13       | 13       | 9 d'abril de 2016      | 9 de juliol de 2026    |
|           | 3         | 13       | 13       | 10 de setembre de 2017 | 10 de desembre de 2017 |
|           | 4         | 13       | 13       | 4 de novembre de 2018  | 27 de gener de 2019    |
|           | 5         | 12       | 12       | 16 de febrer de 2020   | 10 de maig de 2020     |
|           | 6         | 8        | 8        | 6 de març de 2022      | 1 de maig de 2022      |
|           | 7         | 16       | 8        | 16 de juny de 2023     | 11 d'agost de 2023     |
|           | 7         | 16       | 8        | 22 de novembre de 2024 | TBA                    |
|           | 8         | 10       | 10       | TBA                    | TBA                    |

## Premis
| Any  | Associació                                | Categoria                                                                      | Nominats/des | Resultat  | Ref.          |
| ---- | ----------------------------------------- | ------------------------------------------------------------------------------ | --- | --------- | ------------- |
| 2014 | Critics' Choice Television Awards         | Millor sèrie nova                                                              | Outlander | Guanyador | [ 6 ]         |
| 2015 | People's Choice Awards                    | Sèrie de ciència-ficció/fantasia per cable Preferida                           | Outlander | Guanyador | [ 7 ]         |
| 2015 | Saturn Awards                             | Millor Presentació de Televisió                                                | Outlander | Nominat   | [ 8 ]         |
| 2015 | Saturn Awards                             | Millor actriu en Televisió                                                     | Caitríona Balfe | Guanyador | [ 8 ]         |
| 2015 | Saturn Awards                             | Millor actor en Televisió                                                      | Tobias Menzies | Nominat   | [ 8 ]         |
| 2015 | Saturn Awards                             | Millor actor secundari en Televisió                                            | Sam Heughan | Nominat   | [ 8 ]         |
| 2015 | Irish Film & Television Awards            | Millor actriu protagonista en Drama                                            | Caitríona Balfe | Nominat   | [ 9 ]         |
| 2015 | Irish Film & Television Awards            | Millor Estrella Emergent                                                       | Caitríona Balfe | Nominat   | [ 9 ]         |
| 2015 | Emmy Awards Primetime                     | Millor composició musical per a una sèrie (partitura dramàtica original)       | Bear McCreary per Sassenach | Nominat   | [ 10 ]        |
| 2016 | People's Choice Awards                    | Sèrie de ciència-ficció/fantasia per cable Preferida                           | Outlander | Guanyador | [ 11 ]        |
| 2016 | People's Choice Awards                    | Actor de televisió de ciència-ficció/fantasia Preferit                         | Sam Heughan | Nominat   | [ 11 ]        |
| 2016 | People's Choice Awards                    | Actriu de televisió de ciència-ficció/fantasia Preferida                       | Caitríona Balfe | Guanyador | [ 11 ]        |
| 2016 | Golden Globe Awards                       | Millor sèrie de Televisió - Drama                                              | Outlander | Nominat   | [ 12 ]        |
| 2016 | Golden Globe Awards                       | Millor Actriu - Sèrie de Televisió Drama                                       | Caitríona Balfe | Nominat   | [ 12 ]        |
| 2016 | Golden Globe Awards                       | Millor actor secundari - Sèrie, minisèrie o pel·lícula de televisió            | Tobias Menzies | Nominat   | [ 12 ]        |
| 2016 | Costume Designers Guild Awards            | Millor sèrie de televisió d'època                                              | Terry Dresbach | Nominat   | [ 13 ]        |
| 2016 | Critics' Choice Awards                    | Sèrie més meritòria per afartar-se'n (del terme anglès Bingeworthy)            | Outlander | Guanyador | [ 14 ]        |
| 2016 | Women's Image Network Awards              | Millor sèrie de drama                                                          | Outlander per The Garrison Commander | Guanyador | [ 15 ]        |
| 2016 | Women's Image Network Awards              | Millor actriu en una sèrie de drama                                            | Caitríona Balfe per The Garrison Commander | Guanyador | [ 15 ]        |
| 2016 | Women's Image Network Awards              | Millor sèrie escrita per una dona                                              | Anne Kenney per The Wedding | Nominat   | [ 15 ]        |
| 2016 | Women's Image Network Awards              | Millor sèrie escrita per una dona                                              | Toni Graphia per The Devil's Mark | Guanyador | [ 15 ]        |
| 2016 | Women's Image Network Awards              | Millor sèrie dirigida per una dona                                             | Anna Foerster per The Wedding | Nominat   | [ 15 ]        |
| 2016 | Saturn Awards                             | Millor sèrie de fantasia de televisió                                          | Outlander | Guanyador | [ 16 ]        |
| 2016 | Saturn Awards                             | Millor actriu de televisió                                                     | Caitríona Balfe | Guanyador | [ 16 ]        |
| 2016 | Saturn Awards                             | Millor actor de televisió                                                      | Sam Heughan | Nominat   | [ 16 ]        |
| 2016 | Irish Film & Television Awards            | Millor actriu protagonista de drama                                            | Caitríona Balfe | Nominat   | [ 17 ]        |
| 2016 | Costume Society of America                | Costume Design Award                                                           | Terry Dresbach | Guanyador | [ 18 ]        |
| 2016 | Emmy Awards Primetime                     | Millor vestuari per a una Sèrie d'Època/Fantasia, Sèries limitada o Pel·lícula | Terry Dresbach, Elle Wilson, Nadine Powell i Anna Lau per Not in Scotland Anymore                                                              | Nominat   | [ 10 ]        |
| 2016 | Emmy Awards Primetime                     | Millor disseny de producció per una narrativa d'època (Una hora o més)         | Jon Gary Steele, Nicki McCallum i Gina Cromwell per Not in Scotland Anymore i Faith                                                            | Nominat   | [ 10 ]        |
| 2016 | BAFTA Scotland Awards                     | Drama de televisió                                                             | Equip de producció – Tall Ship Productions, Story Mining i Supply Co., Left Bank Pictures, Sony Pictures Television/Amazon Prime Instant Video | Nominat   | [ 19 ]        |
| 2016 | BAFTA Scotland Awards                     | Millor actor de televisió                                                      | Sam Heughan | Nominat   | [ 19 ]        |
| 2016 | BAFTA Scotland Awards                     | Millor actriu de televisió                                                     | Caitríona Balfe | Guanyador | [ 19 ]        |
| 2016 | Critics' Choice Television Awards         | Sèrie més meritòria per afartar-se'n (del terme anglès Bingeworthy)            | Outlander | Guanyador | [ 20 ]        |
| 2016 | Critics' Choice Television Awards         | Millor actor en una sèrie de drama                                             | Sam Heughan | Nominat   | [ 20 ]        |
| 2016 | Critics' Choice Television Awards         | Millor actriu en una sèrie de drama                                            | Caitríona Balfe | Nominat   | [ 20 ]        |
| 2016 | Scottish Gaelic Awards                    | Premi Internacional                                                            | Àdhamh Ó Broin | Guanyador | [ 21 ]        |
| 2016 | Hollywood Professional Association Awards | Millor Color Grading – Televisió                                               | Steven Porter per Faith | Nominat   | [ 22 ]        |
| 2016 | Hollywood Professional Association Awards | Millor So – Televisió                                                          | Nello Torri, Alan Decker, Brian Milliken, Vince Balunas per Prestonpans                                                                        | Guanyador | [ 22 ]        |
| 2017 | People's Choice Awards                    | Sèrie de televisió Preferida                                                   | Outlander | Guanyador | [ 23 ]        |
| 2017 | People's Choice Awards                    | Sèrie Premium Ciència Ficció/Fantasia Preferida                                | Outlander | Guanyador | [ 23 ]        |
| 2017 | People's Choice Awards                    | Actriu de Ciència Ficció/Fantasia de TV Preferida                              | Caitríona Balfe | Guanyador | [ 23 ]        |
| 2017 | People's Choice Awards                    | Actor de Ciència Ficció/Fantasia de TV Preferit                                | Sam Heughan | Guanyador | [ 23 ]        |
| 2017 | Globes de Cristal Award                   | Millor sèrie de televisió estrangera                                           | Outlander | Nominat   | [ 24 ]        |
| 2017 | Satellite Awards                          | Millor sèrie gènere                                                            | Outlander | Guanyador | [ 25 ]        |
| 2017 | Satellite Awards                          | Millor conjunt: Televisió                                                      | Outlander | Guanyador | [ 25 ]        |
| 2017 | Satellite Awards                          | Millor Blu-ray                                                                 | Outlander | Guanyador | [ 25 ]        |
| 2017 | American Society of Cinematographers      | Sèrie regular per a televisió no comercial                                     | Neville Kidd per Prestonpans | Nominat   | [ 26 ]        |
| 2017 | Golden Globe Awards                       | Millor actriu - Sèrie TV Drama                                                 | Caitríona Balfe | Nominat   | [ 27 ]        |
| 2017 | Oscar Wilde Awards                        | —                                                                              | Caitríona Balfe | Premiada  | [ 28 ]        |
| 2017 | Women's Image Network Awards              | Millor sèrie de drama                                                          | Outlander | Guanyador | [ 29 ]        |
| 2017 | Women's Image Network Awards              | Millor actriu en una sèrie de drama                                            | Caitríona Balfe | Nominat   | [ 29 ]        |
| 2017 | Women's Image Network Awards              | Millor sèrie escrita per una dona                                              | Diana Gabaldon per Vengeance Is Mine | Nominat   | [ 29 ]        |
| 2017 | Saturn Awards                             | Millor sèrie de TV de fantasia                                                 | Outlander | Guanyador | [ 30 ] [ 31 ] |
| 2017 | Saturn Awards                             | Millor actriu en una sèrie de televisió                                        | Caitríona Balfe | Nominat   | [ 30 ] [ 31 ] |
| 2017 | Saturn Awards                             | Millor actor en una sèrie de televisió                                         | Sam Heughan | Nominat   | [ 30 ] [ 31 ] |
| 2017 | Saturn Awards                             | Millor actuació convidada en una sèrie de televisió                            | Dominique Pinon | Nominat   | [ 30 ] [ 31 ] |
| 2017 | Irish Film & Television Awards            | Millor actriu protagonista en un drama                                         | Caitríona Balfe | Nominat   | [ 32 ]        |
| 2017 | Rockie Awards                             | Ciència Ficció, Fantasia i Acció                                               | Outlander | Nominat   | [ 33 ]        |
| 2018 | Golden Globe Awards                       | Millor actriu - Sèrie de TV de drama                                           | Caitríona Balfe | Nominat   | [ 34 ]        |
| 2018 | Visual Effects Society Awards             | Millor efectes visuals de suport en un episodi fotoreal                        | Richard Briscoe, Elicia Bessette, Aladino Debert, Filip Orrby i Doug Hardy per Eye of the Storm                                                | Nominat   | [ 35 ]        |
| 2018 | Visual Effects Society Awards             | Millor simulacions d'efectes en un episodi, anunci o projecte a temps real     | Jason Mortimer, Navin Pinto, Greg Teegarden i Steve Ong per Eye of the Storm – Stormy Seas                                                     | Nominat   | [ 35 ]        |
| 2018 | Saturn Awards                             | Millor sèrie de fantasia de televisió                                          | Outlander | Guanyador | [ 36 ] [ 37 ] |
| 2018 | Saturn Awards                             | Millor actriu en televisió                                                     | Caitríona Balfe | Nominat   | [ 36 ] [ 37 ] |
| 2018 | Saturn Awards                             | Millor actor en televisió                                                      | Sam Heughan | Nominat   | [ 36 ] [ 37 ] |
| 2019 | Golden Globe Awards                       | Millor actriu - Sèrie de televisió de drama                                    | Caitríona Balfe | Nominat   | [ 38 ]        |
| 2019 | Saturn Awards                             | Millor sèrie de televisió de fantasia                                          | Outlander | Nominat   | [ 39 ]        |
| 2019 | Saturn Awards                             | Millor actriu en una sèrie de televisió                                        | Caitríona Balfe | Nominat   | [ 39 ]        |
| 2019 | Saturn Awards                             | Millor actor en una sèrie de televisió                                         | Sam Heughan | Guanyador | [ 39 ]        |
| 2019 | Saturn Awards                             | Millor actriu secundària en una sèrie de televisió                             | Sophie Skelton | Nominat   | [ 39 ]        |
| 2019 | Saturn Awards                             | Millor actuació com a estrella convidada en una sèrie de televisió             | Ed Speleers | Nominat   | [ 39 ]        |
| 2021 | Satellite Awards                          | Millor actriu en una sèrie de drama/gènere                                     | Caitríona Balfe | Nominat   | [ 40 ]        |
| 2021 | Saturn Awards                             | Millor sèrie de televisió de fantasia                                          | Outlander | Nominat   | [ 41 ] [ 42 ] |
| 2021 | Saturn Awards                             | Millor actriu en una sèrie de televisió                                        | Caitríona Balfe | Guanyador | [ 41 ] [ 42 ] |
| 2021 | Saturn Awards                             | Millor actor en una sèrie de televisió                                         | Sam Heughan | Nominat   | [ 41 ] [ 42 ] |
| 2021 | Saturn Awards                             | Millor actriu secundària en una sèrie de televisió                             | Sophie Skelton | Nominat   | [ 41 ] [ 42 ] |
| 2021 | Saturn Awards                             | Millor actor secundari en una sèrie de televisió                               | Richard Rankin | Nominat   | [ 41 ] [ 42 ] |
| 2022 | British Academy Scotland Awards           | Millor actriu de televisió                                                     | Caitríona Balfe | Nominat   | [ 43 ]        |
| 2022 | British Academy Scotland Awards           | Premi de l'audiència                                                           | Sam Heughan | Guanyador | [ 43 ]        |
| 2022 | British Academy Scotland Awards           | Premi de l'audiència                                                           | Richard Rankin | Nominat   | [ 43 ]        |
| 2022 | Saturn Awards                             | Millor sèrie de televisió de thriller-acció: Network/Cable                     | Outlander | Nominat   | [ 44 ]        |
| 2022 | Saturn Awards                             | Millor actriu en una sèrie de televisió de network o cable                     | Caitríona Balfe | Nominat   | [ 44 ]        |
| 2022 | Saturn Awards                             | Millor actor en una sèrie de televisió de network o cable                      | Sam Heughan | Nominat   | [ 44 ]        |
| 2022 | Saturn Awards                             | Millor actriu secundària en una sèrie de televisió de network o cable          | Sophie Skelton | Nominat   | [ 44 ]        |
| 2023 | Saturn Awards                             | Millor sèrie de televisió de acció-aventura-thriller                           | Outlander | Guanyador | [ 45 ] [ 46 ] |
| 2023 | Saturn Awards                             | Millor actriu secundària en una sèrie de televisió                             | Caitríona Balfe | Guanyador | [ 45 ] [ 46 ] |
| 2023 | Saturn Awards                             | Millor actor secundària en una sèrie de televisió                              | Sam Heughan | Nominat   | [ 45 ] [ 46 ] |
| 2023 | Saturn Awards                             | Millor actriu secundària en una sèrie de televisió                             | Sophie Skelton | Nominat   | [ 45 ] [ 46 ] |